# Lobh
Lobh è una parola Gurmukhi e Punjabi che si traduce in inglese come avidità o tentazione. Sikhi ci dice che è uno dei cinque mali trovati nella maggior parte degli esseri umani.
I cinque mali o cinque ladri o panch doot (cinque demoni) o panj vikar (cinque peccati) come sono indicati nella Scrittura sikh, Guru Granth Sahib, sono secondo Sikhi, le cinque principali debolezze della personalità umana in contrasto con la sua essenza spirituale. Questi sono i cinque tratti che portano miseria e dolore alle nostre vite; il Guru Granth Sahib ci chiede di superare questi demoni interiori e stringere le virtù della "Super anima".
I mali comuni trovati nell'umanità superano di gran lunga questo numero, ma un gruppo di cinque di loro è stato identificato a causa del principale ostacolo che si ritiene causi alla ricerca del percorso morale e spirituale da parte dell'uomo. Gli altri quattro mali nel gruppo di cinque sono:
- kam   (Lussuria)
- krodh (Rabbia o rabbia incontrollata)
- moh   (attaccamento o attaccamento emotivo)
- ahankar (ego)

Insieme, questi cinque sono quelli che devono essere sradicati dalla nostra persona in modo che possiamo vivere una vita senza il dolore e la miseria che derivano dalla compagnia di questi cinque vizi.
Secondo Sikhi, Lobh o l'avidità è l'intenso desiderio di possedere oggetti materiali come denaro, beni, gadget, proprietà, automobili, gioielli, ecc. In misura tale da andare ben oltre le reali esigenze e necessità. Un Loby (una persona soggetta a lobh) è il risultato di una mente folle e debole; è felice solo pensando alla sua ricchezza; sarà continuamente occupato in questo desiderio di possedere oggetti materiali.
Il desiderio di acquisire possedimenti lontani nell'accesso ai propri bisogni di base è chiamato Lobh. Un desiderio forte e incontrollabile di beni mondani e un costante o ricorrente interesse nel possedere oggetti materiali, in particolare l'impulso a possedere le cose che giustamente appartengono agli altri. Rende un individuo egoista e egocentrico. Ci vuole una persona lontana dalla pace; dai suoi doveri religiosi, morali e sociali. Una persona può diventare cieca con l'avidità se uno sforzo per controllare il desiderio di possessi illimitati del mondo non si estingue.
Un desiderio inarrestabile di ottenere ricchezza, proprietà, beni o altre cose materiali; specialmente quando non c'è bisogno di articoli lì; il desiderio di possedere oggetti puramente perché altri li posseggono; il desiderio di possedere oggetti materiali che appartengono ad altri - sono tutti esempi di avidità e lobh.
I Sikh non credono che sia sbagliato godersi le cose belle della vita, essere ricchi o essere ammirati dagli altri. I guru hanno insegnato che gli esseri umani dovrebbero sfruttare al meglio tutto ciò che Dio ha dato. Tuttavia, se le azioni e i pensieri di una persona sono prevalentemente focalizzati sul possesso di cose materiali nella vita, lui o lei non può più concentrarsi su Dio, quindi si stanno allontanando sempre più dalla liberazione e dalla Mukti.
Le scritture sikh danno indicazioni e indicazioni sui modi per estinguere mali di ogni tipo, compresa l'avidità. Si riconosce che i cinque mali affliggono tutti gli esseri nel mondo e che è difficile controllarli. Eppure la possibilità di conquistarli non è esclusa nel quadro teologico del Sikhismo; l'allenamento morale di un sikh è infatti diretto al controllo dei sensi e all'eliminazione dei mali.
Il cercatore di liberazione deve prima liberarsi dal giogo del pentad (gruppo di cinque). Nessun progresso può essere fatto verso la realizzazione di Dio senza scartare i mali cardinali. Kabir dice: "Egli solo custodisce i piedi del Signore che è liberato dal desiderio, dall'ira, dall'avidità e dall'attaccamento - kamu krodhu lobhu mohu bibarjit haripadu chinai soi" (SGGS p1123).
Il quinto maestro, Guru Arjan, in Raag Asa ci offre una soluzione per superare le grinfie di questi cinque demoni:
ਕਾਮ ਕ੝ਰੋਧ ਲੋਭ ਮਾਨ ਇਹ ਬਿਆਧਿ ਛੋਰੈ .1.
Kĝm kroḝẖ lobẖ mĝn ih biĝḝẖ cẖẖorai. .1.
Come posso sfuggire alle afflizioni di desiderio sessuale, rabbia, avidità e orgoglio? (1)
(SGGS p408)
Nel Satsang, immerso nel Naam, con l'amore cantiamo le Gloriose Lodi del Signore.
Notte e giorno, medita su Dio. Cattura e demolisci il muro del dubbio. O Nanak, il Naam è il mio unico tesoro. ((2) (3) (154))
ਸੰਤਸੰਗਿ ਨਾਮ ਰੰਗਿ ਗ੝ਨ ਗੋਵਿੰਦ ਗਾਵਉ. ਅਨਦਿਨੋ ਪ੝ਰਭ ਧਿਆਵਉ. ਭ੝ਰਮ ਭੀਤਿ ਜੀਤਿ ਮਿਟਾਵਉ. ਨਿਧਿ ਨਾਮ੝ ਨਾਨਕ ਮੋਰੈ .2.3.154.
Saṯsang nĝm rang gun gun govinḝ gĝvao. Anḝino parabẖ ḝẖiĝvao. Bẖaram bẖīṯ jīṯ mitĝvao. Niḝẖnĝm Nĝnak morai. .2.3.154.
Bhagti: La devozione amorevole (bhagati, bhakti) verso Dio è, secondo Sikhi, la via per la liberazione definitiva. Si può amare Dio solo quando si è annientato l'amor proprio o l'ego; questo significa che il devoto deve essere umile e arrendersi pienamente a Dio. I guru sottolineano la necessità di rifugiarsi in Dio. A tal fine, si deve prima rinunciare all'orgoglio ("maan"). La costante consapevolezza di Dio (simran) è la panacea per tutti i mali. Colui che custodisce i piedi di loto del Signore nel suo cuore distrugge i peccati di molte esistenze.
La devozione a Dio sradica i mali in un istante e purifica il corpo (GG, 245). La distruzione dei mali può essere vista sia come causa sia come conseguenza della pratica del nam simran. La consapevolezza della presenza di Dio viene solo quando la lussuria, l'ira, l'avarizia, l'attaccamento e l'egoismo si sono allontanati dal devoto; quando il devoto vive in costante consapevolezza di Dio, i mali non lo toccano. Tale persona non è influenzata dal piacere e dal dolore, poiché si è liberato da mali come lobh, moh e abhiman. Guru Tegh Bahadur descrive un tale saggio come uno liberato mentre è ancora vivo e lo chiama un'immagine di Dio sulla terra (GG, I426-27).
Satsang: Il secondo modo per superare il lobh (avidità) e altri mali è quello di mantenere la compagnia dei santi (sant, sadh) che irradiano qualità virtuose e spirituali. Si uccide la lussuria, l'ira, l'avidità e altre depravazioni dell'età malvagia (kalijug) prendendo rifugio nel sangat, la santa congregazione. Scartando il più potente dei mali, l'egotismo, si può ottenere l'ammissione a questa sacra società. "L'egoismo cessa quando si prende la compagnia del santo" (GG, 271).
Segui il Guru: il terzo metodo per superare il male del lobh (avidità) è di sottomettersi alle istruzioni dell'insegnante spirituale (o Guru). Colui che supererà i cinque mali deve seguire il suo insegnamento. La saggezza ottenuta dal precettore è come una spada veloce (kharagu karara) che taglia la confusione, l'infatuazione, l'avarizia e l'egoismo (GG, 1087). Uno celebra le virtù di Dio attraverso il favore del saggio (sant prasadi) e distrugge la lussuria, la rabbia e la follia nate dall'egoismo (unmad).
Nel Sidh Gosht di Guru Nanak (parte del Gurbani nel Guru Granth Sahib), si afferma che senza l'insegnante spirituale i suoi sforzi non portano frutto. L'importanza di vivere fino all'istruzione del santo precettore può essere giudicata dal concetto di "persona orientata al Guru" (gurmukh) così centrale nel sistema morale Sikh. Un gurmukh è colui che ha rivolto la sua faccia verso il Guru, cioè una persona che praticando ciò che insegna il Guru si è liberato dalle depravazioni e vive nella presenza Divina. Raggiunge questa posizione conquistando i mali sotto la guida del Guru e rimane sempre in sintonia con la Realtà Suprema.
Messaggio di Gurbani
I seguenti Shabad di Gurbani chiariscono la negatività di questo vizio cardinale:
Lab kuṯĝ kūṛ cẖūhṛĝ ṯẖag kẖĝḝẖĝ murḝĝr.
L'avidità è un cane; la menzogna è uno spazzino *. Barare sta mangiando una carcassa in putrefazione
- vedi dizionario gurbani

Sabaḝ milai so mil rahai jis nao ĝpė laė milĝė.
Il loro intelletto e comprensione sono pervertiti;
semplicemente non capiscono Sono pieni di avidità e corruzione.
(SGGS p27)
ਸਚੇ ਸੇਤੀ ਰਤਿਆ ਸਚੋ ਪਲੈ ਪਾਇ .7.
Sacẖė sėṯī raṯiĝ sacẖo palai pĝė..7.
Il mondo è ingannato e saccheggiato dalla ricchezza, dalla giovinezza, dall'avidità e dall'egotismo (7).
(SGGS p61)
ਕਾਮਿ ਕਰੋਧਿ ਮੋਹਿ ਵਸਿ ਕੀਆ ਕਿਰਪਨ ਲੋਭਿ ਪਿਆਰ੝. ਚਾਰੇ ਕਿਲਵਿਖ ਉਨਿ ਅਘ ਕੀਝ ਹੋਆ ਅਸ੝ਰ ਸੰਘਾਰ੝.
ਪੋਥੀ ਗੀਤ ਕਵਿਤ ਕਿਛ੝ ਕਦੇ ਨ ਕਰਨਿ ਧਰਿਆ. ਤਰਿਆ ਆਵੈ ਓਸ੝ ਪਾਰਬ੝ਰਹਮ੝ ਤਾ ਨਿਮਖ ਸਿਮਰਤ ਤਰਿਆ .4.
Kĝm karoḝẖ mohi vas kīĝ kirpan lobẖ piĝr. Cẖĝrė kilvikẖ un agẖ kīė hoĝ asur sangẖĝr.
Pothī gīṯ kaviṯ kicẖẖ kaḝė na karan ḝẖariĝ. Cẖiṯ ĝvai os pĝrbarahm ṯĝ nimakẖ simraṯ ṯariĝ. .4.
Quando sei sotto il potere del desiderio sessuale, della rabbia e dell'attaccamento mondano, o di un avido avaro innamorato della tua ricchezza;
se hai commesso i quattro grandi peccati e altri errori; anche se sei un assassino assassino
chi non ha mai avuto il tempo di ascoltare libri sacri, inni e poesie -
se poi vieni a ricordare il Signore Dio Supremo e contempli Lui, anche per un momento, sarai salvato. (4)
Più Gurbani
1.
Dentro c'è la terribile oscurità dell'avidità, e così vanno e vengono nella reincarnazione, ancora e ancora. ((7))
(SGGS p130)
2.
La crudeltà, l'attaccamento materiale, l'avidità e la rabbia sono i quattro fiumi di fuoco. Cadendo in loro, uno è bruciato, o Nanak! Uno è salvato solo stringendo le buone azioni. ((2))
(SGGS p147)
3.
Pratichi avidità, avarizia e grande menzogna, e porti un peso così pesante. O corpo, ti ho visto soffiare via come polvere sulla terra. ((1))
(SGGS p154)
4.
ਕਰਮ੝ ਨ ਜਾਣਾ ਧਰਮ੝ ਨ ਜਾਣਾ ਲੋਭੀ ਮਾਇਆਧਾਰੀ.
Karam na jĝṇĝ ḝẖaram na jĝṇĝ lobẖī mĝiĝḝẖĝrī.
Non conosco il karma e le buone azioni; Non conosco il Dharma e la vita retta. Sono così avido, che inseguo Maya.
(SGGS p624)
5.
Con l'avidità dentro di loro, le loro menti sono sporche, e si spargono il sudiciume. Fanno azioni sporche e soffrono nel dolore.
(SGGS p1062)
6.
Kabeer, dove c'è saggezza spirituale, c'è la giustizia e il Dharma. Dove c'è menzogna, c'è il peccato. Dove c'è avidità, c'è morte. Dove c'è il perdono, c'è Dio stesso. ((155))
(SGGS p1372)
7.
ਲੋਭੀ ਕਾ ਵੇਸਾਹ੝ ਨ ਕੀਜੈ ਜੇ ਕਾ ਪਾਰਿ ਵਸਾਇ.
Lobẖī kĝ vėsĝhu na kījai jė kĝ pĝr vasĝė.
Non fidarti delle persone avide, se puoi evitare di farlo.
(SGGS p1417)